# ファール病
ファール病（ふぁーるびょう、Fahr's syndrome、家族性特発性基底核石灰化症）とは、1930年にドイツの病理学者Theodor Fahrがはじめて報告した疾患である。
四肢の硬直、痙攣、意識障害などを呈した症例の剖検で両側対称性の大脳基底核（線状体や淡蒼球）、小脳歯状核に石灰化をきたした例である。カルシウム代謝異常は認められず病態、原因は不明な点が多い。日本では典型例は50～100例と推定されているが定義、診断基準も確立していない。家族例の報告もあるが多くは孤発性である。発症に男女差はなく、好発年齢は青少年期から中年期である。
症状はパーキンソニズム、舞踏運動、アテトーゼ、認知機能障害、小脳失調など多彩である。精神症状に関しては早発型（30歳頃発症）と遅発発症型（50歳頃発症）の2型が知られており、前者は被害妄想や幻聴といった統合失調症様の精神病症状を呈することが多く、後者は記銘力低下など認知症の症状で初発することが多い。後者は分類不能な認知症とされ、「石灰化を伴うびまん性神経原線維変化病（diffuse neurofibrillary tangle with calcification:DNTC）」としての概念も提唱されている。大脳基底核への石灰化を起こす原因は、細動脈レベルからのムコ多糖の滲出とカルシウムの沈着、細動脈の崩壊、新生を繰り返すことが原因とされている。ファール病の石灰化は主に毛細血管壁、細動脈、小静脈、傍血管腔に認められ、石灰化の蓄積物の周囲では、神経変性やグリオーシスが認められる。
1997年の本多らの提唱によると、石灰化が両側対称性、石灰化が緩徐進行性、石灰化が非動脈硬化性、石灰化の好発部位としては微小血管に限局、カルシウムやリンの代謝障害はない、原因の明らかな対称性脳石灰化症は除外⑦偽性副甲状腺機能低下症または偽性偽性副甲状腺機能低下症で認められるAlbright徴候がないといったことをファール病の概念として提唱している。治療法は存在しない。

## 注
1. 1 2  Ropper, Allan H.; Samuels, Martin A. (2009), Adams and Victor's principles of neurology (9th ed.), McGraw-Hill Companies, p. 944, ISBN 978-0-07-149992-7
2. ↑  難病情報センターのファール病のページ
3. ↑  Kosaka, K (May 1994). “Diffuse neurofibrillary tangles with calcification: a new presenile dementia” (pdf). J Neurol Neurosurg Psychiatry 57 (5):  594-596. doi:10.1136/jnnp.57.5.594. PMID 820133.